# Kyle Buckingham
Kyle Buckingham (* 22. Dezember 1983 in Port Elizabeth) ist ein südafrikanischer Triathlet und vierfacher Ironman-Sieger (2014, 2016, 2018 und 2022).

## Werdegang
Kyle Buckingham startet als 25-Jähriger bei seinem ersten Triathlon.

2013 wurde er Amateur-Weltmeister in der Altersklasse 30–34 bei den Ironman World Championships im Ironman Hawaii und belegte in der Gesamtwertung den 16. Rang.
Im Juli 2014 gewann er den Ironman USA (3,86 km Schwimmen, 180,2 km Radfahren und 42,195 km Laufen). Im April 2018 konnte er mit dem Ironman South Africa in persönlicher Bestzeit sein drittes Ironman-Rennen gewinnen und 2022 konnte er den Sieg in Port Elizabeth wiederholen.
Er ist seit 2014  verheiratet, lebt mit seiner Frau in Port Elizabeth und die beiden sind seit Mai 2021 Eltern eines Sohnes.

## Sportliche Erfolge
| Datum/Jahr    | Rang | Wettbewerb                | Austragungsort | Zeit     | Bemerkung |
| ------------- | ---- | ------------------------- | -------------- | -------- | --------- |
| 10. Juli 2022 | 3    | Ironman 70.3 Oregon       | Salem (Oregon) |          |           |
| 16. Nov. 2020 | 3    | People’s Triathlon        | Port Elizabeth | 03:48:47 |           |
| 26. Jan. 2020 | 5    | Ironman 70.3 South Africa | East London    | 04:10:17 |           |
| 29. Jan. 2017 | 3    | Ironman 70.3 South Africa | East London    |          |           |

| Datum/Jahr    | Rang | Wettbewerb           | Austragungsort | Zeit     | Bemerkung                                           |
| ------------- | ---- | -------------------- | -------------- | -------- | --------------------------------------------------- |
| 3. Apr. 2022  | 1    | Ironman South Africa | Port Elizabeth | 07:16:31 | Schwimmdistanz verkürzt auf 700 m                   |
| 27. Apr. 2019 | 6    | Ironman Texas        | The Woodlands  |          |                                                     |
| 7. Apr. 2019  | DNF  | Ironman South Africa | Port Elizabeth | –        |                                                     |
| 13. Okt. 2018 | 23   | Ironman Hawaii       | Hawaii         | 08:26:01 |                                                     |
| 15. Apr. 2018 | 1    | Ironman South Africa | Port Elizabeth | 08:13:00 |                                                     |
| 28. Mai 2017  | 2    | Ironman Brasil       | Florianópolis  |          |                                                     |
| 30. Juli 2016 | 1    | Ironman Santa Rosa   | Port Elizabeth |          |                                                     |
| 26. Juli 2015 | 2    | Ironman Canada       | Whistler       | 08:50:30 | [ 2 ]                                               |
| 27. Juli 2014 | 1    | Ironman USA          | Lake Placid    | 08:38:43 | 2:57 h für den Marathon                             |
| 6. Apr. 2014  | 2    | Ironman South Africa | Port Elizabeth | 08:32:39 |                                                     |
| 2013          | 16   | Ironman Hawaii       | Hawaii         | 08:37:26 | Amateur-Sieger Ironman World Championships AK 30–34 |

(DNF – Did Not Finish)